# Танкеры проекта 19619
Танкер проекта 19619 — российское нефтеналивное судно (морской танкер)
Выпускается на заводе Красное Сормово (Нижний Новгород).
Он оснащён 12 грузовыми танками и одним отстойным танком. Длина судна — 150 метров, ширина — 17,3 метра, высота борта — 10,5 метра, дедвейт — свыше 13 000 тонн..
Список танкеров проекта 19619
2004 	BABEK 	
2006 	DEDE GORGUD 	
2006 	KOROGLU 	
2007 	MASALLI 	
2004 	PRESIDENT HEYDAR ALIYEV 	
2005 	SHAH ISMAYIL KHATAI 	
2009 	SHUSHA 	
2008 	ZENGEZUR 	
2007 	АГДАШ
2008 	АГСУ
2010 	АКТОБЕ 	
2009 	АТЫРАУ 	
2006 	NASIMI 	
2010 	ОРАЛ 	